# Bryan Gunn
Bryan James Gunn (Thurso, 22 de dezembro de 1963) é um ex-futebolista escocês.

## Carreira
Gunn competiu na Copa de 1990, sediada na Itália, como terceiro goleiro (Jim Leighton era o titular absoluto do gol escocês e Andy Goram, seu reserva imediato), na qual a seleção de seu país terminou na 18º colocação dentre os 24 participantes.
Em clubes, Gunn representou por mais tempo o Norwich City, onde jogou de 1986 a 1998. Também defendeu a baliza do Aberdeen durante seis anos.
Gunn encerrou sua carreira em 1999, quando defendia o Hibernian.
Fora dos gramados, teve uma meteórica trajetória como treinador em 2009, comandando o Norwich City.